# Auto Esporte Clube (Piauí)
Auto Esporte Clube is een Braziliaanse voetbalclub uit Teresina in de staat Piauí. 

## Geschiedenis
De club werd opgericht in 1951 en speelde een jaar later al in de hoogte klasse van het Campeonato Piauiense. Met enkele onderbrekingen speelde de club tot 1994 in de hoogste klasse. In 1983 kon de staatstitel gewonnen worden. In deze tijd gaf dit nog recht op een ticket voor de Série A 1984. In de eerste groepsfase kon de club zich net voor de uitschakeling behoeden, maar moest barrages spelen om in de volgende ronde te komen en verloor deze van Joinville. In 1991 speelde de club ook één seizoen in de Série B, en werd daar in de eerste groepsfase vijfde op acht clubs.  

## Erelijst
Campeonato Piauiense
1983